# La Floresta (Uruguay)
La Floresta est un site balnéaire situé dans la partie méridionale de l'Uruguay, siège de la municipalité homonyme.

## Géographie
La municipalité est située dans le sud-est du département de Canelones, entre l'arroyo Solís Chico  et l'arroyo Solís Grande, et au sud de la Route inter-balnéaire. Elle est bordée au sud par le río de la Plata, au nord avec la municipalité de Soca, à l'ouest avec celle de parque del Plata et à l'est de l'arroyo Solís Grande dans le département de Maldonado.

## Démographie
La population de la municipalité de La Floresta rassemble 8 353 habitants selon le dernier recensement de 2011 dont 1 595 habitants pour La Floresta qui n'est pas la localité la plus peuplée comparée au village de San Luis avec 1 878 habitants, une des nombreuses localités composant la municipalité.

## Localités dépendantes
Les localités suivantes qui forment la municipalité de La Floresta sont d'Ouest en Est : Las Vegas, La Floresta, Estación La Floresta, Costa Azul, Bello Horizonte, Guazuvirá, San Luis, Los Titanes, La Tuna, Araminda, Santa Lucía del Este, Biarritz, Cuchilla Alta, El Galeón, Santa Ana, Balneario Argentino, et Jaureguiberry.

## Galerie

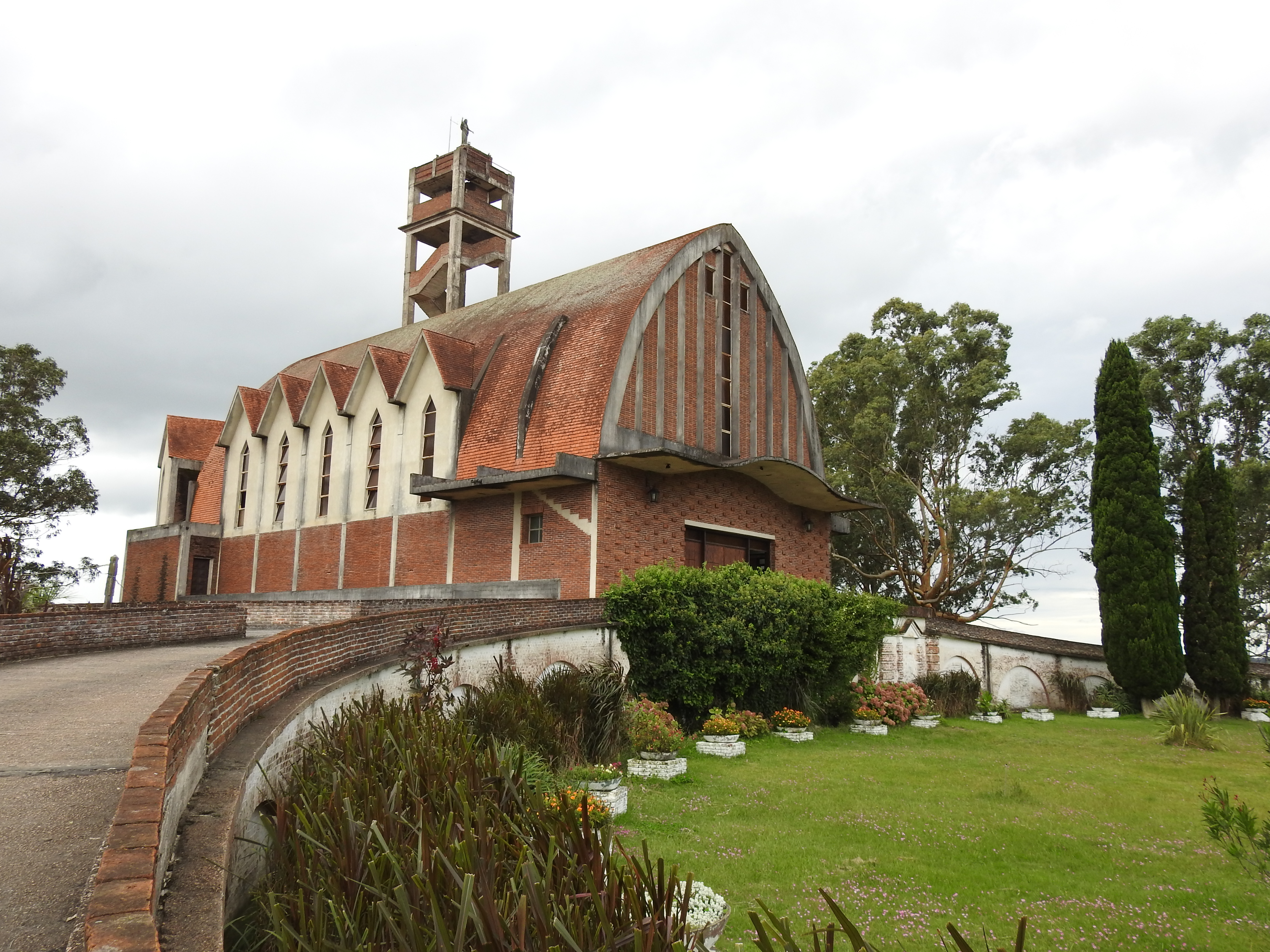
Santuaire de la Virgen de las Flores, Estación La Floresta.
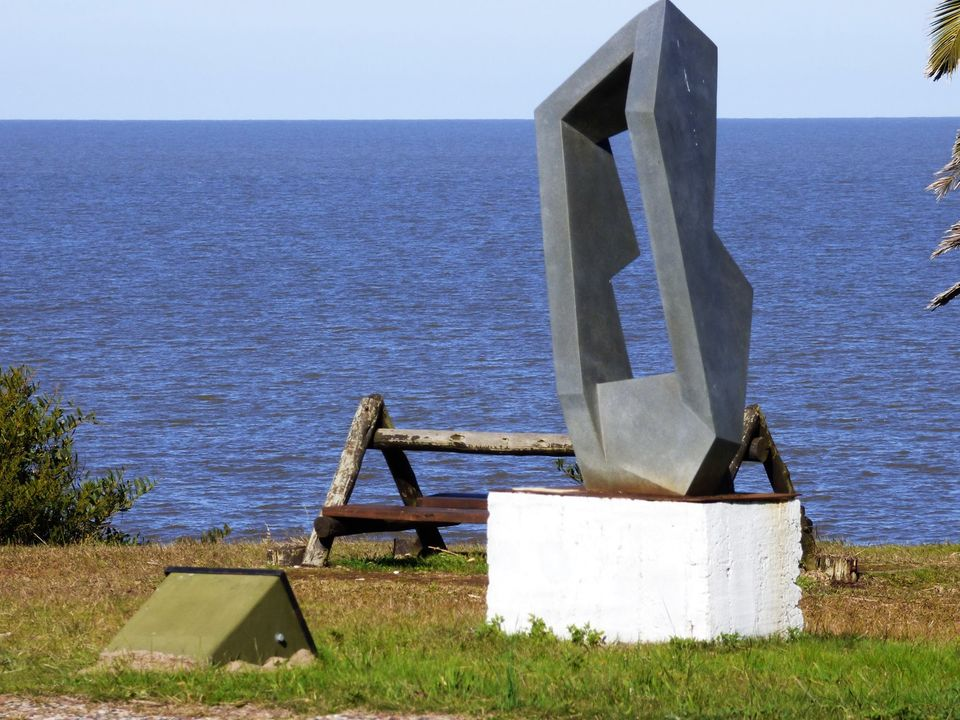
Sculptures dans la rambla de La FLoresta.
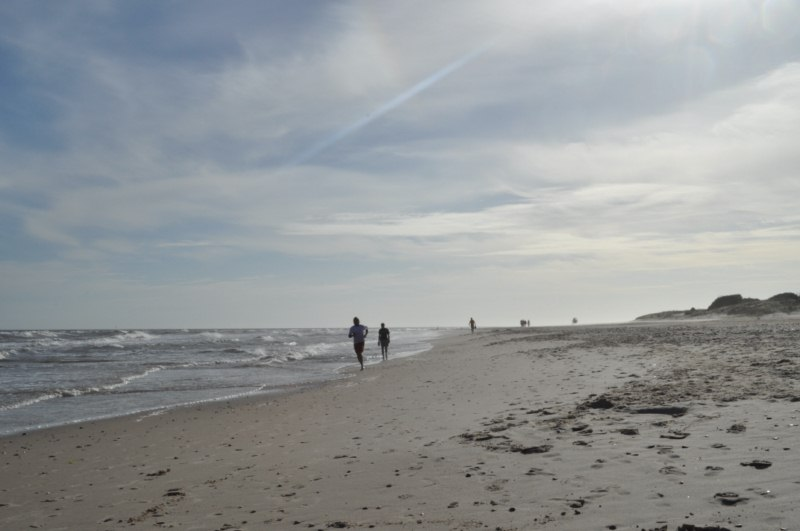
Plage de Bello Horizonte.
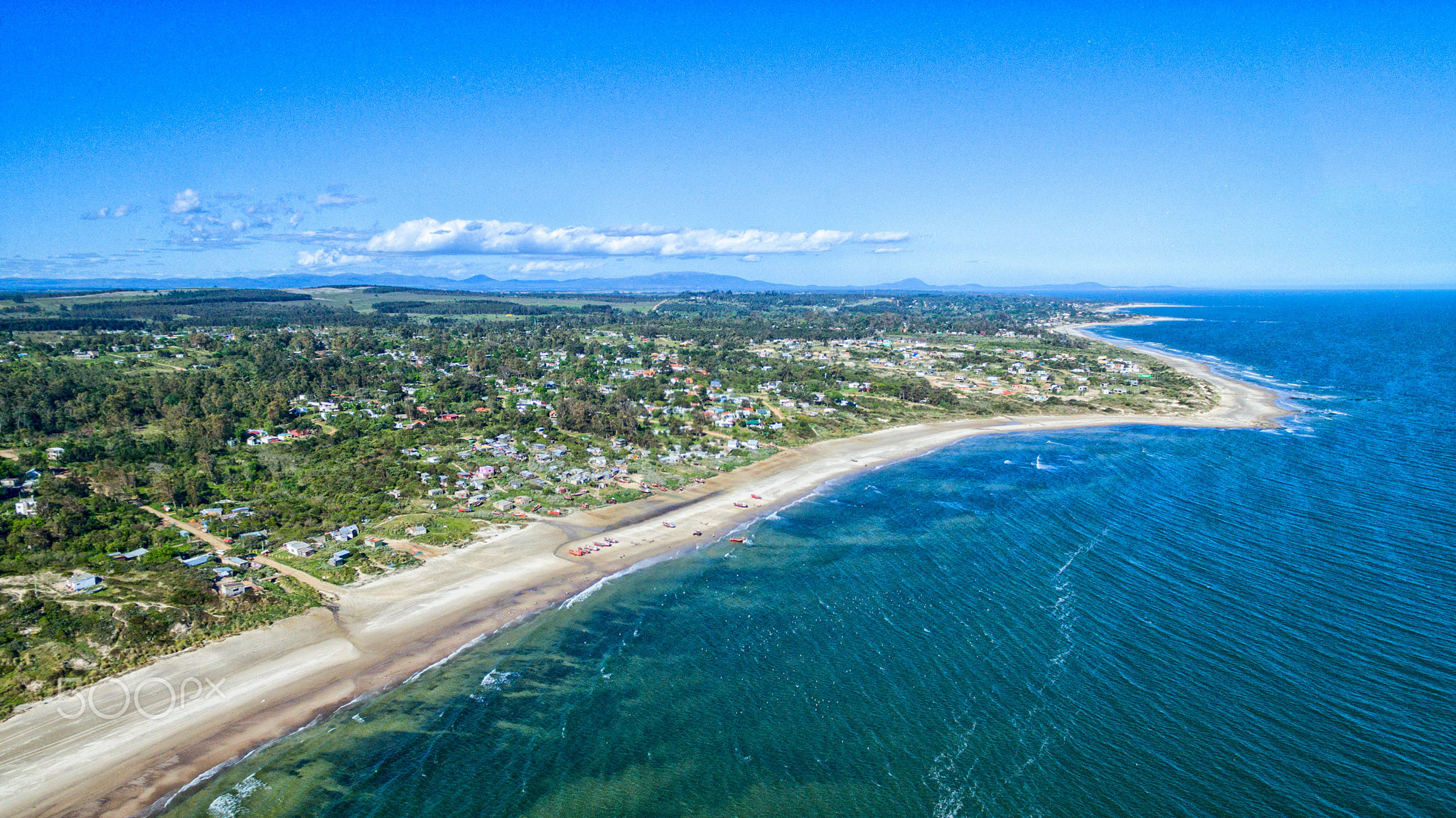
Plage San Luis.
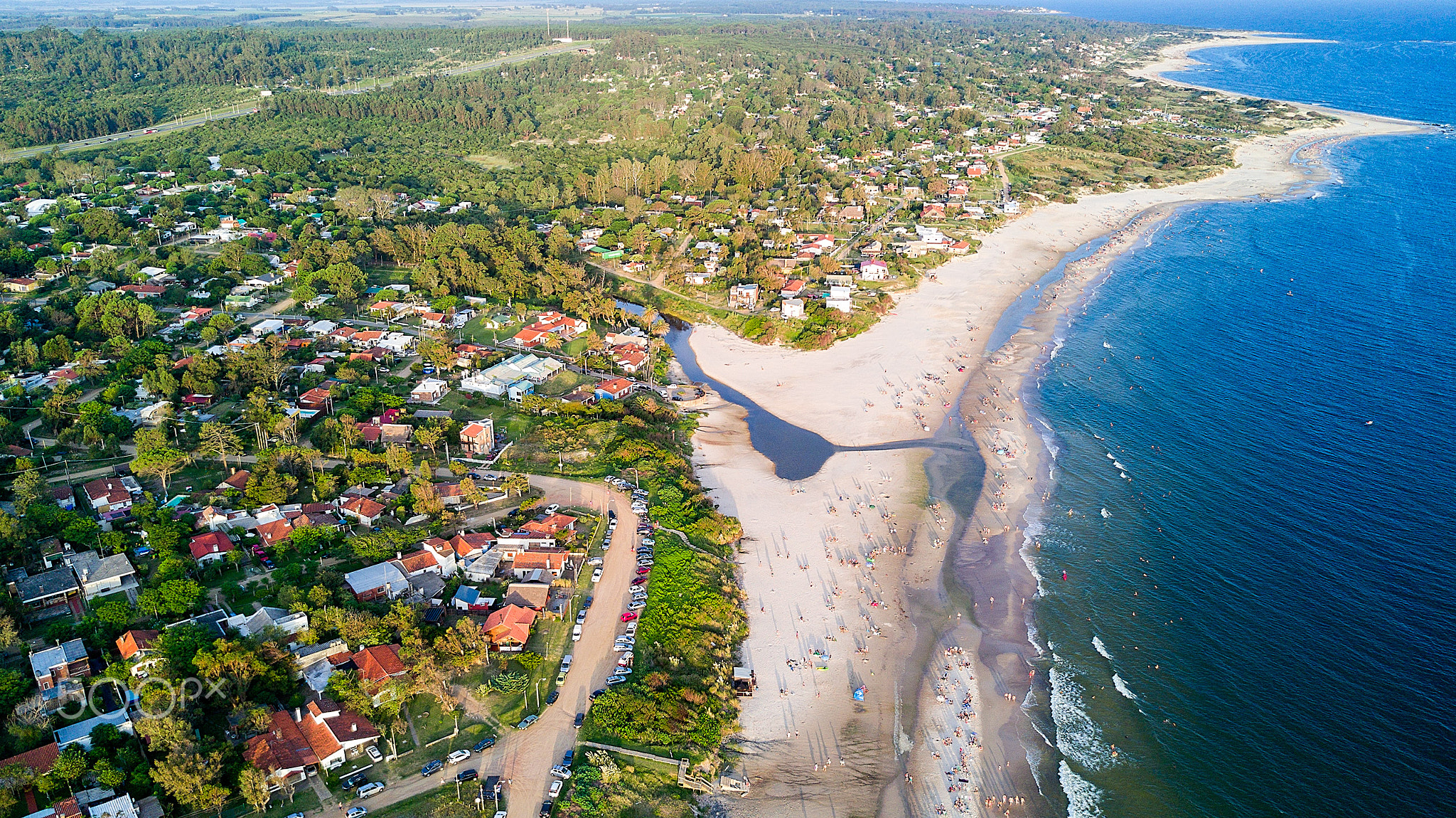
Los Titanes.
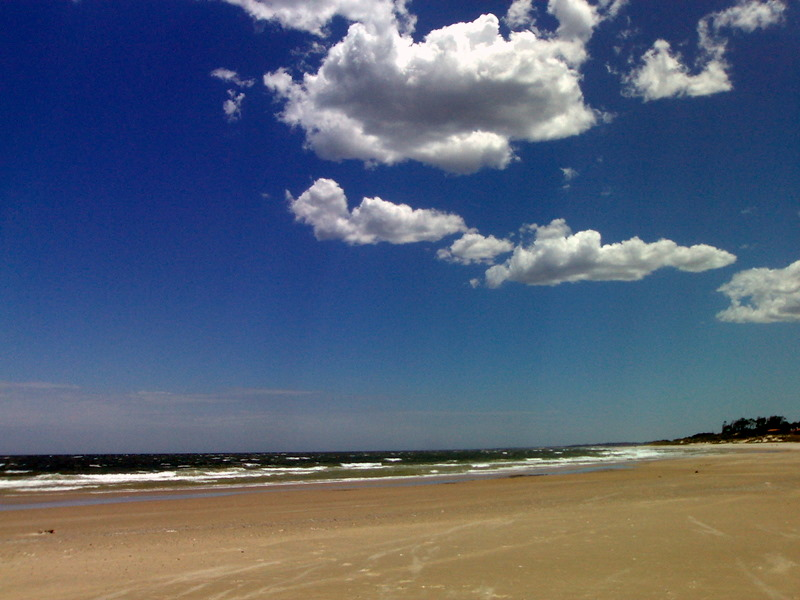
Plage d'Araminda.
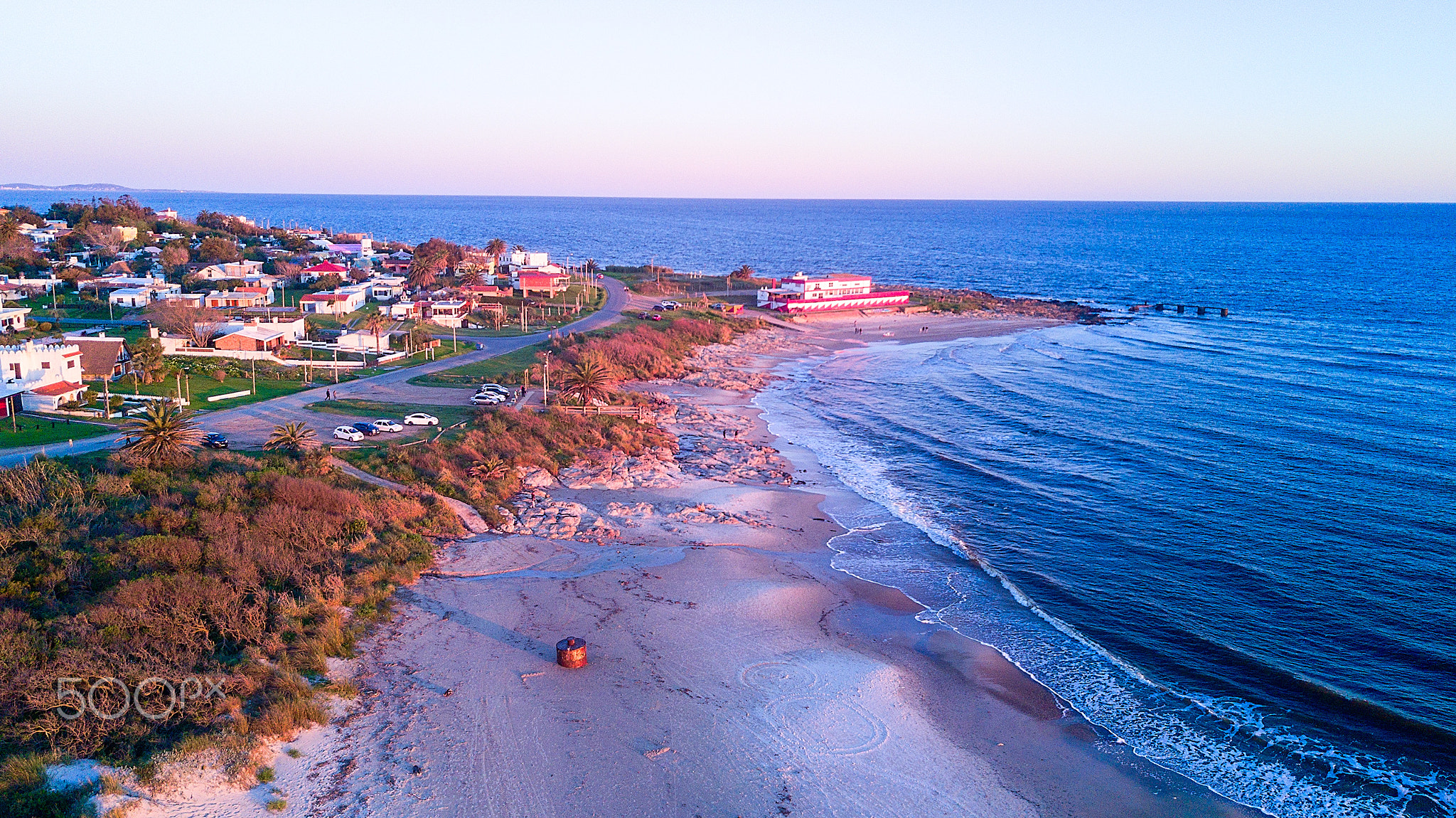
Cuchilla Alta.
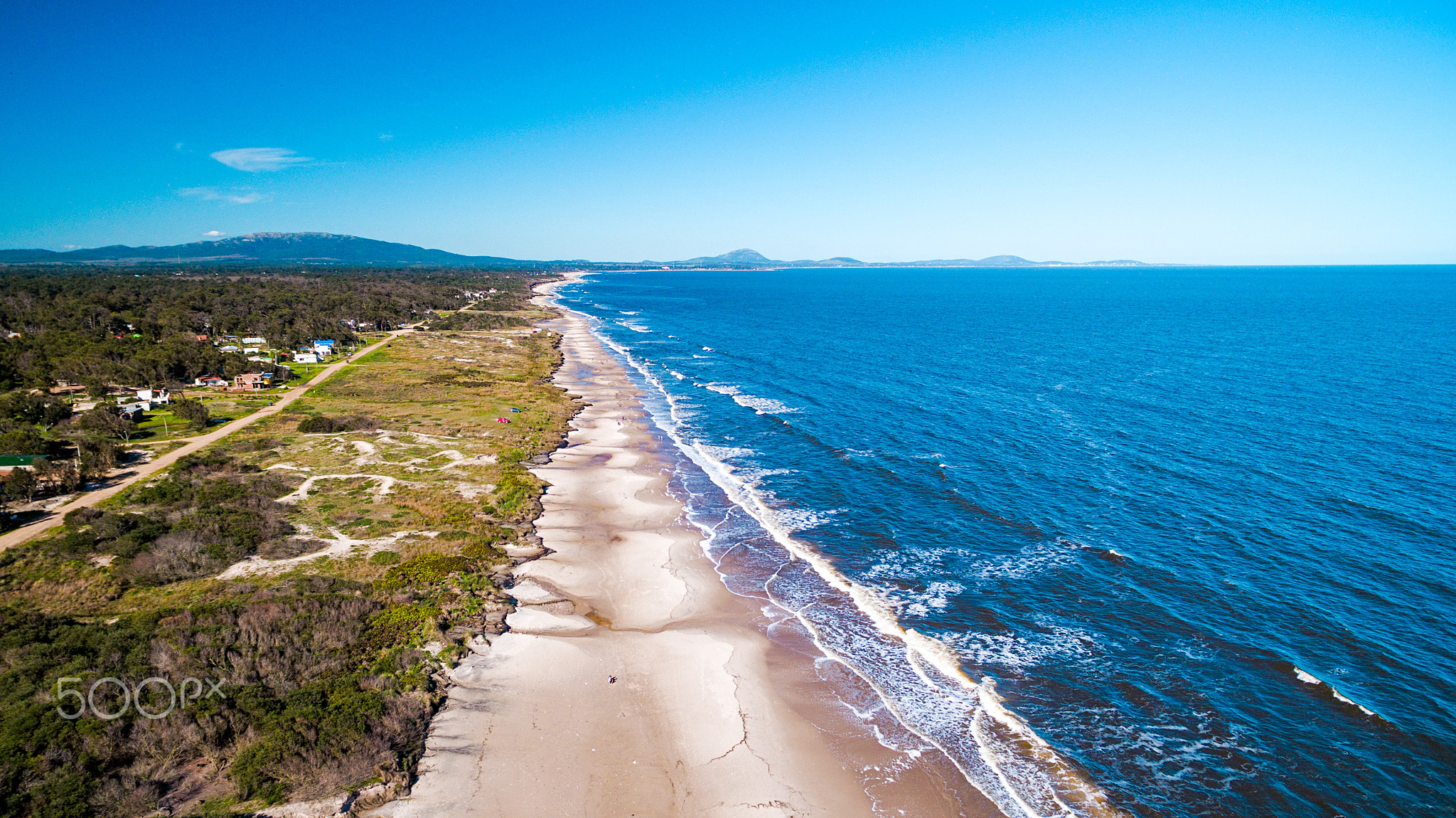
Santa Ana.
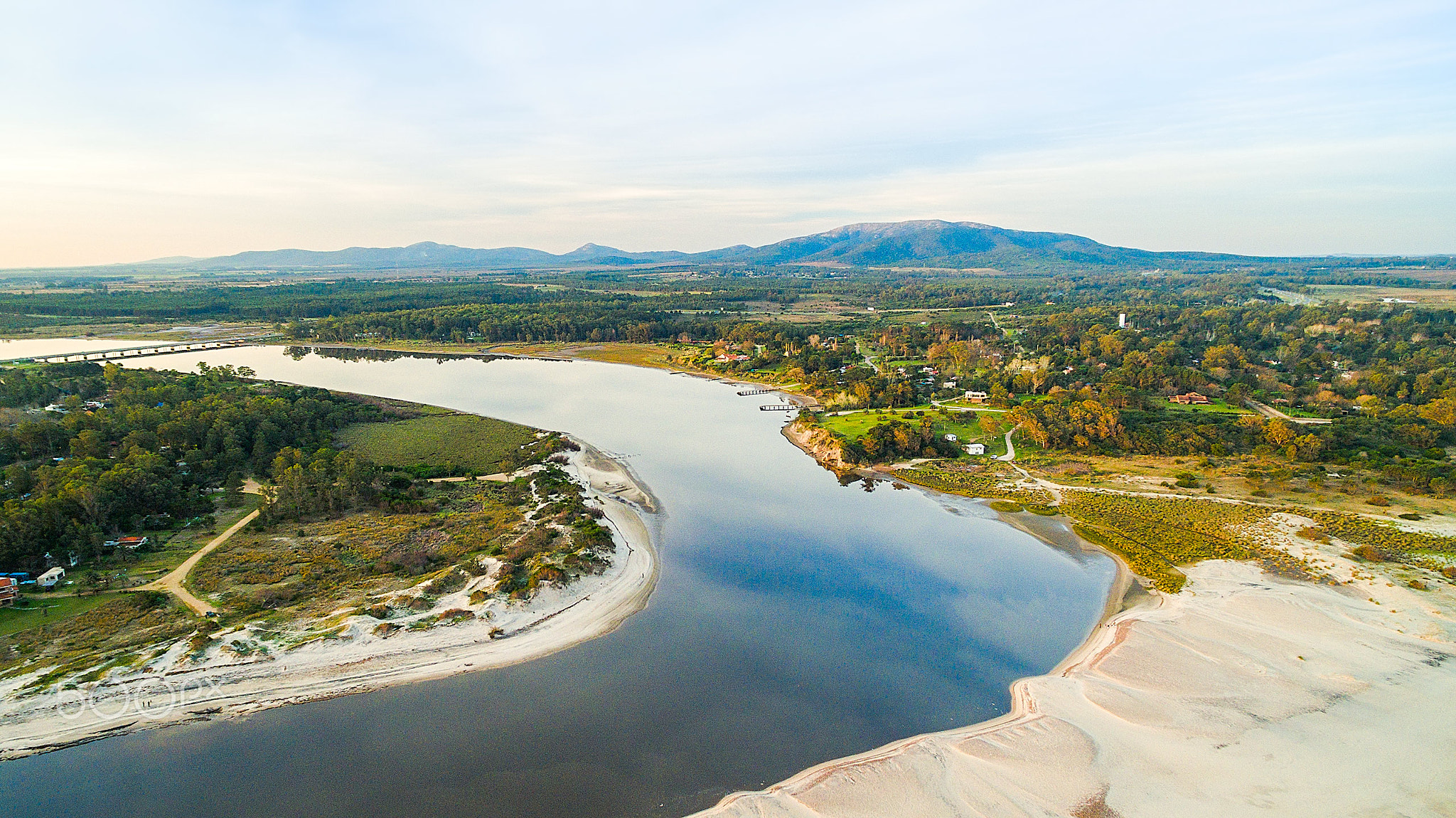
Jaureguiberry.